# Jacinto de Andrade
Jacinto de Andrade ist ein Politiker aus Osttimor. Er ist Mitglied der Associação Social-Democrata de Timor (ASDT).
Andrade wurde bei den Wahlen 2001 auf Platz 6 der ASDT-Liste in die Verfassunggebende Versammlung gewählt. Mit der Unabhängigkeit Osttimors am 20. Mai 2002 wurde die Versammlung zum Nationalparlament und Andrade Abgeordneter. Hier war er Mitglied in der Kommission F (Kommission für Gesundheit, soziale Angelegenheiten, Solidarität und Arbeit).
Bei den Neuwahlen im Juni 2007 trat Andrade nicht mehr an.